# Ligue monarchiste du Canada
Pour les articles homonymes, voir Ligue.
Ne doit pas être confondu avec Société monarchiste du Canada.
La Ligue monarchiste du Canada est un organisme à but non lucratif qui promeut la compréhension de la monarchie constitutionnelle au Canada ainsi que la loyauté et le respect envers le souverain du Canada. Elle compte 17 000 membres et est active partout au Canada. La Ligue a été créée en 1970 par John Aimers (en) et Gary Toffoli.
La Ligue monarchiste du Canada s'engage aussi à l'éducation aux sujets de la Constitution canadienne et les rôles juridiques et symboliques actuels du monarque du Canada.

## Sections et groupes de contact
- Terre-Neuve et Labrador.
- Nouvelle-Écosse : Halifax, Annapolis Valley, Pictou County, Northumberland, Nova du Sud-Ouest.
- Nouveau-Brunswick : Saint John, Sussex/Kings County.
- Québec : Ville de Québec et district, Montréal.
- Ontario : Ottawa[1], Belleville, Peterborough, Barrie-Simcoe, Toronto, Hamilton et district[2], région de Niagara, Guelph-Grand River, Université de Waterloo, Université Wilfrid Laurier, Brant County, London, Windsor, Ontario du Nord-Ouest.
- Manitoba : Winnipeg.
- Saskatchewan : Saskatchewan du Sud[3] (Régina), Saskatchewan du Nord[4] (Saskatoon).
- Alberta : Calgary, Alberta du Nord.
- Colombie britannique : Vancouver, Victoria, Centre de l’île de Vancouver, Courtenay-Comox Valley.